# Avenue du Général-de-Gaulle (Versailles)
Pour les articles homonymes, voir Avenue du Général-de-Gaulle.
L'avenue du Général-de-Gaulle est une voie du quartier des Chantiers de Versailles, en France.

## Situation et accès
L'avenue du Général-de-Gaulle est une voie publique située dans le quartier des Chantiers de Versailles. Elle débute au 2, avenue de Paris et se termine au 9, avenue de Sceaux. 

## Origine du nom
L'avenue du Général-de-Gaulle tient son nom de Charles de Gaulle (1890-1970), militaire et président de la République française. 

## Historique
Elle a été percée en 1817 dans les jardins de l'Hôtel du Grand-Maître, qui accueillait depuis 1790 la municipalité de Versailles. Elle porta les noms suivants : 
- Avenue de Berry, de 1820 à 1830, en l'honneur du Charles-Ferdinand d'Artois, duc de Berry (1778-1820),
- Avenue de la Mairie, de 1830 à 1878,
- Avenue Thiers, de 1878 à 1979, en l'honneur d'Adolphe Thiers (1797-1877),
- Avenue du Général-de-Gaulle depuis 1979, en l'honneur de Charles de Gaulle (1890-1970).

## Bâtiments remarquables et lieux de mémoire
- N°1 : Façade initiale de l'hôtel de ville de Versailles ; monument aux morts.
- N°5 : Gare de Versailles-Château-Rive-Gauche, ouverte en 1840.

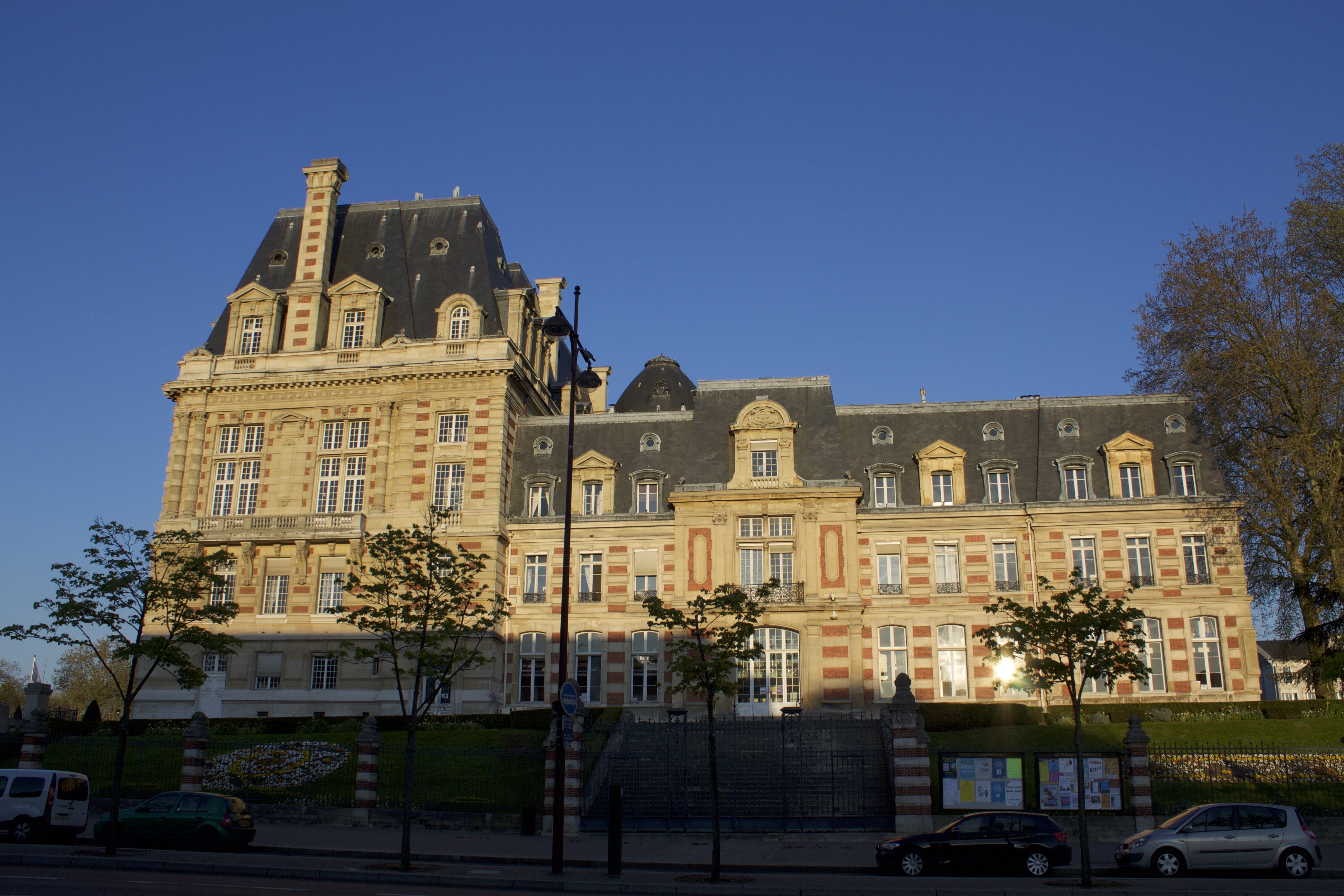
Façade de l'hôtel de ville de Versailles donnant sur l'avenue du Général-de-Gaulle.

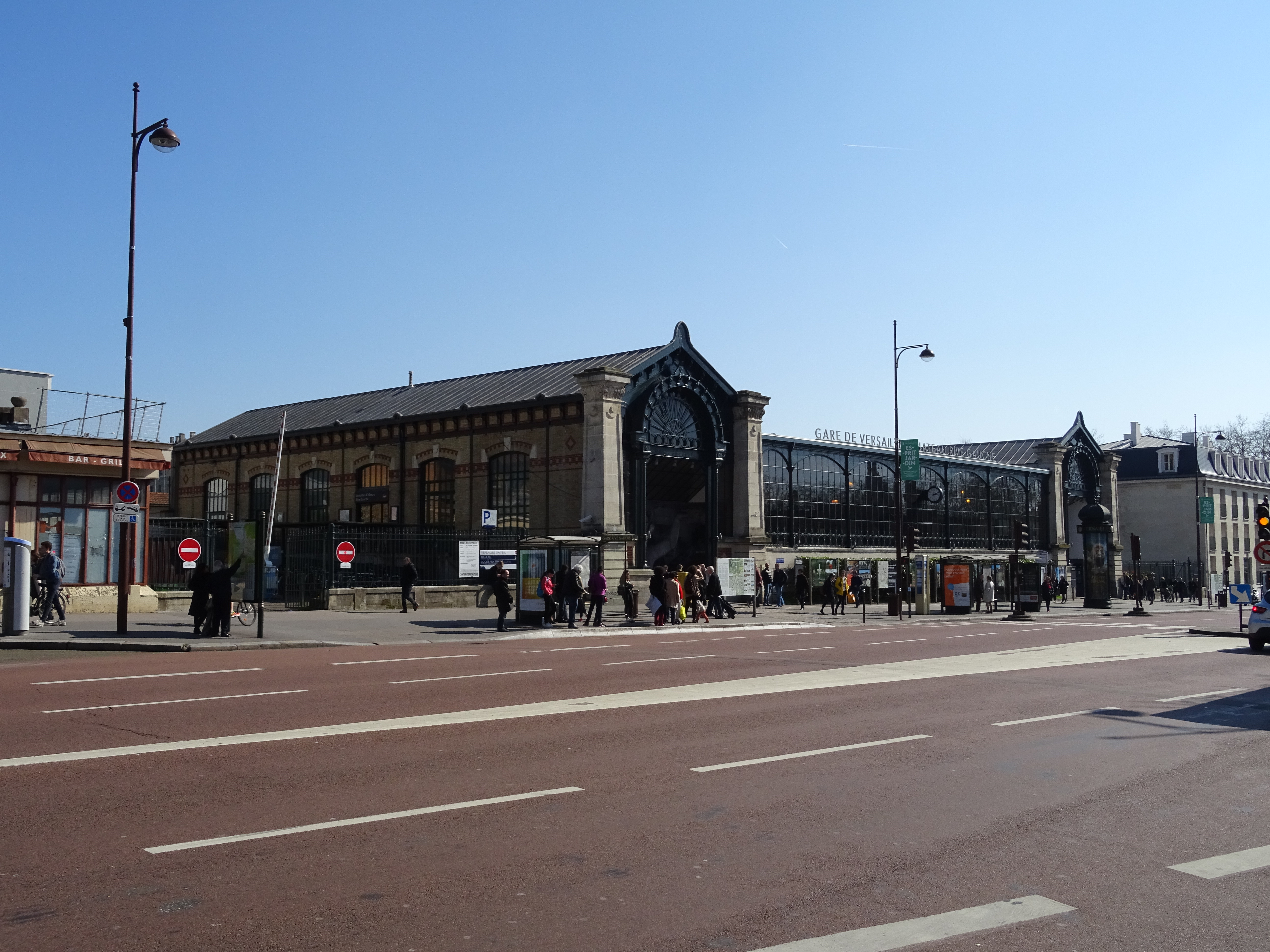
Gare de Versailles-Château-Rive-Gauche, au n°5.